# Simon Bertilsson
Simon Bertilsson (* 19. April 1991 in Karlskoga) ist ein schwedischer Eishockeyspieler, der seit Juli 2020 wieder bei Brynäs IF aus der Svenska Hockeyligan (SHL) unter Vertrag steht und dort auf der Position des Verteidigers spielt.

## Karriere
Simon Bertilsson begann seine Karriere als Eishockeyspieler in der Nachwuchsabteilung des Bofors IK, in der er bis 2007 aktiv war. Anschließend wechselte der Verteidiger in die Nachwuchsabteilung von Brynäs IF, mit deren U20-Junioren er in den folgenden drei Jahren einmal U20-Meister und zweimal Vizemeister wurde.
Während der Saison 2008/09 gab Bertilsson sein Debüt für die Profimannschaft des Klubs in der Elitserien. Zudem wurde er im NHL Entry Draft 2009 in der dritten Runde als insgesamt 87. Spieler von den Philadelphia Flyers und im KHL Junior Draft 2009 in der vierten Runde als insgesamt 86. Spieler vom HK Metallurg Magnitogorsk ausgewählt, wurde jedoch anschließend von keinem seiner beiden Draftteams verpflichtet.
2012 gewann er mit Brynäs IF den schwedischen Meistertitel und trug zu diesem Erfolg insgesamt neun Scorerpunkte bei. Am Ende der Svenska Hockeyligan 2016/17 erreichte er mit Brynäs noch einmal das Play-off-Finale, in dem sie HV71 in sieben Spielen unterlagen. Im Laufe der Play-offs erzielte Bertilsson zudem seine ersten drei Playoff-Tore in der höchsten schwedischen Spielklasse.
Nach elf Jahren bei Brynäs IF und seiner persönlich punktbesten Hauptrunde (18 Scorerpunkte) verließ er den Klub und wechselte im Mai 2019 in die Kontinentale Hockey-Liga (KHL) zum HK Sotschi. Zu Beginn der Saison 2019/20 fiel er verletzt aus. Nach einer Spielzeit kehrte er im Juli 2020 wieder zu Brynäs zurück.

### International
Für Schweden nahm Bertilsson an der U18-Junioren-Weltmeisterschaft 2009 und der U20-Junioren-Weltmeisterschaft 2011 teil.

## Erfolge und Auszeichnungen
| - 2008 Schwedischer U20-Vizemeister mit Brynäs IF - 2009 Schwedischer U20-Meister mit Brynäs IF - 2010 Schwedischer U20-Vizemeister mit Brynäs IF | - 2012 Schwedischer Meister mit Brynäs IF - 2017 Schwedischer Vizemeister mit Brynäs IF |

## Karrierestatistik
Stand: Ende der Saison 2019/20

### International
Vertrat Schweden bei:
- U18-Junioren-Weltmeisterschaft 2009
- U20-Junioren-Weltmeisterschaft 2011
- Olympischen Winterspielen 2018

(Legende zur Spielerstatistik: Sp oder GP = absolvierte Spiele; T oder G = erzielte Tore; V oder A = erzielte Assists; Pkt oder Pts = erzielte Scorerpunkte; SM oder PIM = erhaltene Strafminuten; +/− = Plus/Minus-Bilanz; PP = erzielte Überzahltore; SH = erzielte Unterzahltore; GW = erzielte Siegtore; 1 Play-downs/Relegation; Kursiv: Statistik nicht vollständig)